# Kazuoclytus
Kazuoclytus is een kevergeslacht uit de familie van de boktorren (Cerambycidae). De wetenschappelijke naam van het geslacht werd voor het eerst geldig gepubliceerd in 1968 door Hayashi.

## Soorten
Kazuoclytus omvat de volgende soorten:
- Kazuoclytus fukienensis (Gressitt, 1951)
- Kazuoclytus lautoides (Hayashi, 1950)